# Région de Ségou
Pour les articles homonymes, voir Ségou.
La région de Ségou est la quatrième région administrative du Mali, située au centre du pays. D'une superficie de 64 947 km2, son chef-lieu est la ville de Ségou.

## Géographie
Située au centre du Mali, la région de Ségou s'étend sur 52 100 km2, soit 4,17 % du territoire national. Elle est limitée au sud par la région de Sikasso, au sud-est par le Burkina Faso, à l'est par la région de Moptis, au nord par la Mauritanie et la région de Tombouctou, et à l'ouest par la région de Koulikoro.
| Nara      | Hodh El Chargui | Tombouctou |
| Koulikoro | Ségou           | Moptis     |
| Dioïla    | Koutiala        | San        |

Avec les régions de Mopti et Koulikoro, elle forme ce qui est communément désigné comme le Centre du Mali.
Elle est essentiellement située dans la zone sahélienne où elle bénéficie d’un climat semi-aride (moyenne des précipitations annuelles : 513 mm). La présence de plusieurs cours d’eau (elle est traversée par le fleuve Niger (sur 292 km) ainsi que la rivière Bani) permet les cultures irriguées. 
Les principales villes sont Ségou, Niono et les localités de Markala et Dioro,Téné. 
La région de Ségou compte 16 forêts classées couvrant une superficie de 78 860 ha.

## Population et démographie
La région compte 2 336 255 habitants en 2009. 
La population a augmenté de 40 % depuis 1998, soit un taux d'accroissement moyen annuel de 3,1 % entre 1998 et 2009. Le cercle de Niono a connu la plus forte augmentation de la population (+60 %) suivi par ceux de Macina et Bla (respectivement +41 % et +40 %).
Les femmes représentent 50,5 % de la population.

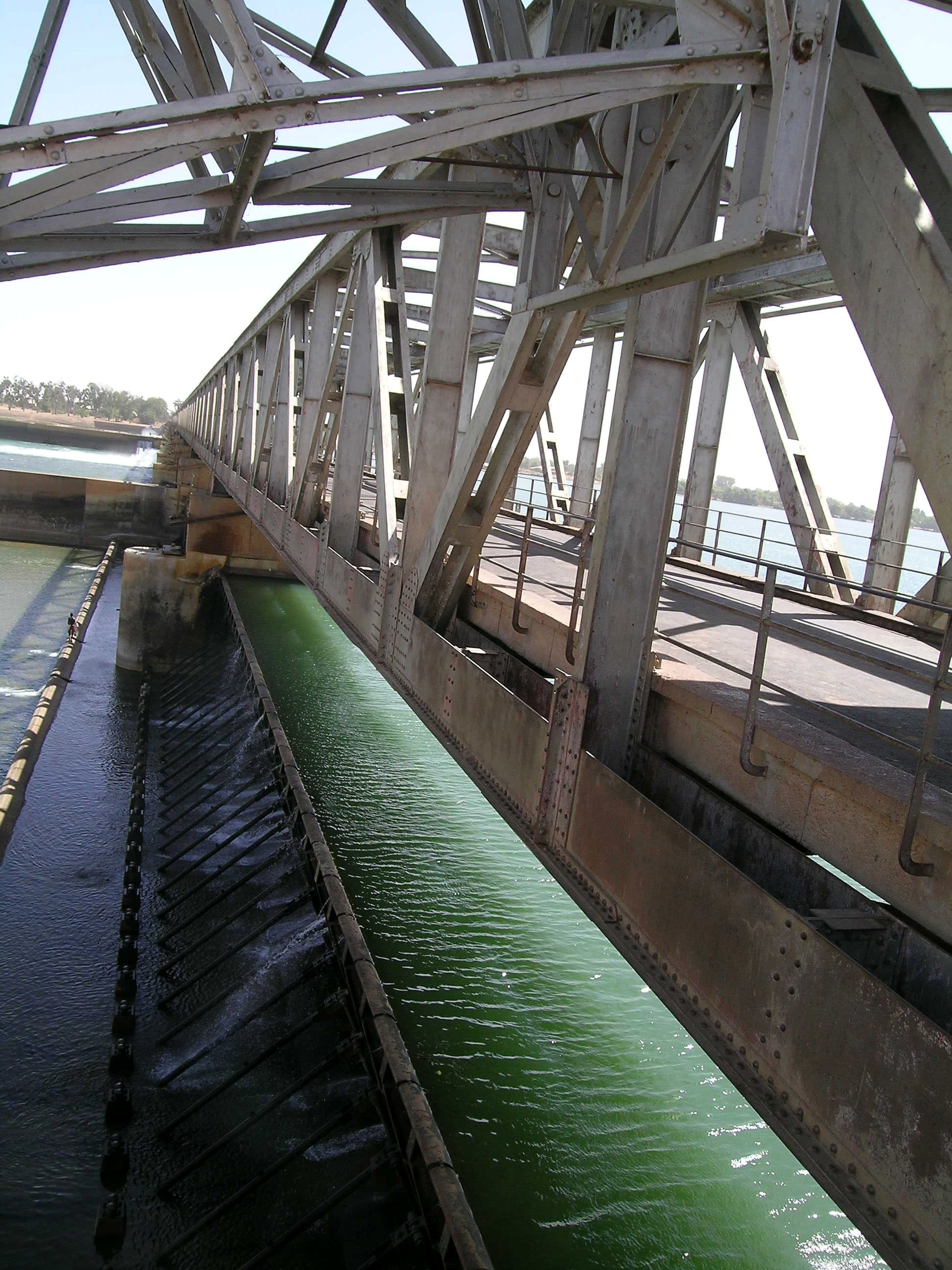
Barrage hydraulique de Markala.

## Économie
À Markala se trouve le principal barrage hydraulique du Mali.

### Le village des potiers
Typique des environs de Ségou, le village des potiers de Kalabougou fait partie des destinations touristiques de la région où chaque famille du village est chargée d'une partie du travail, dont la partie poterie est uniquement impartie aux femmes : du foulage de la terre avec les pieds pour obtenir une parfaite homogénéité, à la préparation de la couleur (rouge pour ce village) par ponçage d’un morceau de roche rouge foncé à l’aide d’une pierre plus dure et d’un peu d’eau, pour finir par le travail proprement dit de poterie. 
La potière monte son ouvrage sans l'aide d'un tour comme en Europe, mais avec des « boudins » de terre (colombins) qu'elle agglomère les uns aux autres par le seul travail des mains et de l'eau. Sur la photo, on voit une poterie au stade de finition, alors qu'à droite on remarque quelques poteries déjà peintes de la traditionnelle couleur rouge et prêtes pour la cuisson.

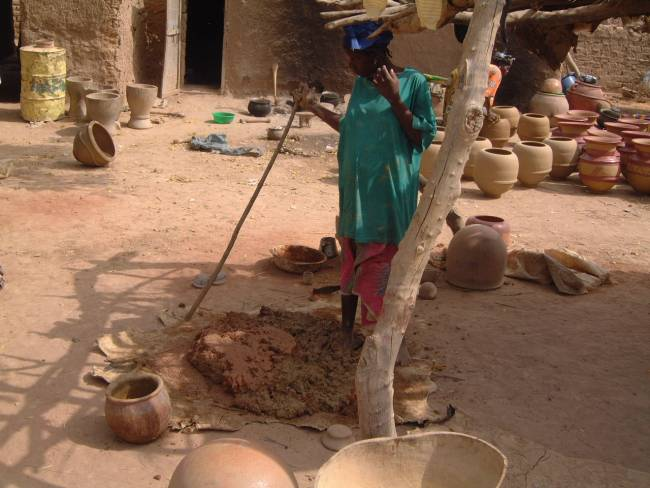
Foulage de la terre
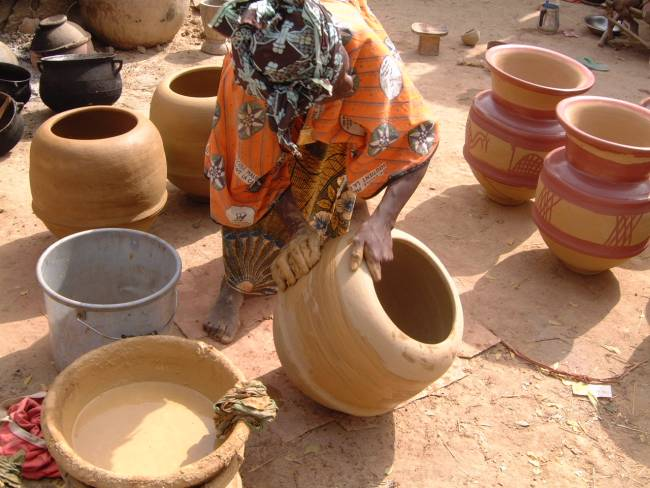
Potière
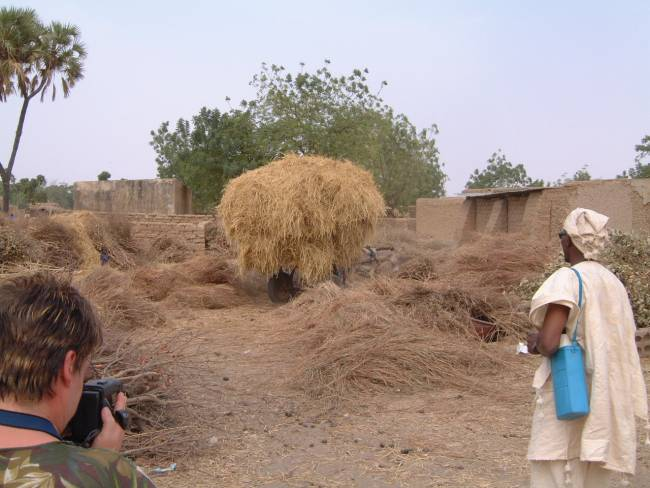
Tas de paille pour la cuisson des poteries

Au centre du village, les hommes apportent des chariots de paille qui sera étalée sur la place et où sont déposées toutes les poteries fabriquées dans le mois. Une fois les poteries recouvertes, la paille est enflammée pour permettre la cuisson. Après stockage, les poteries sont chargées sur de grandes barques pour être vendues sur tous les marchés du Mali.

## Transports

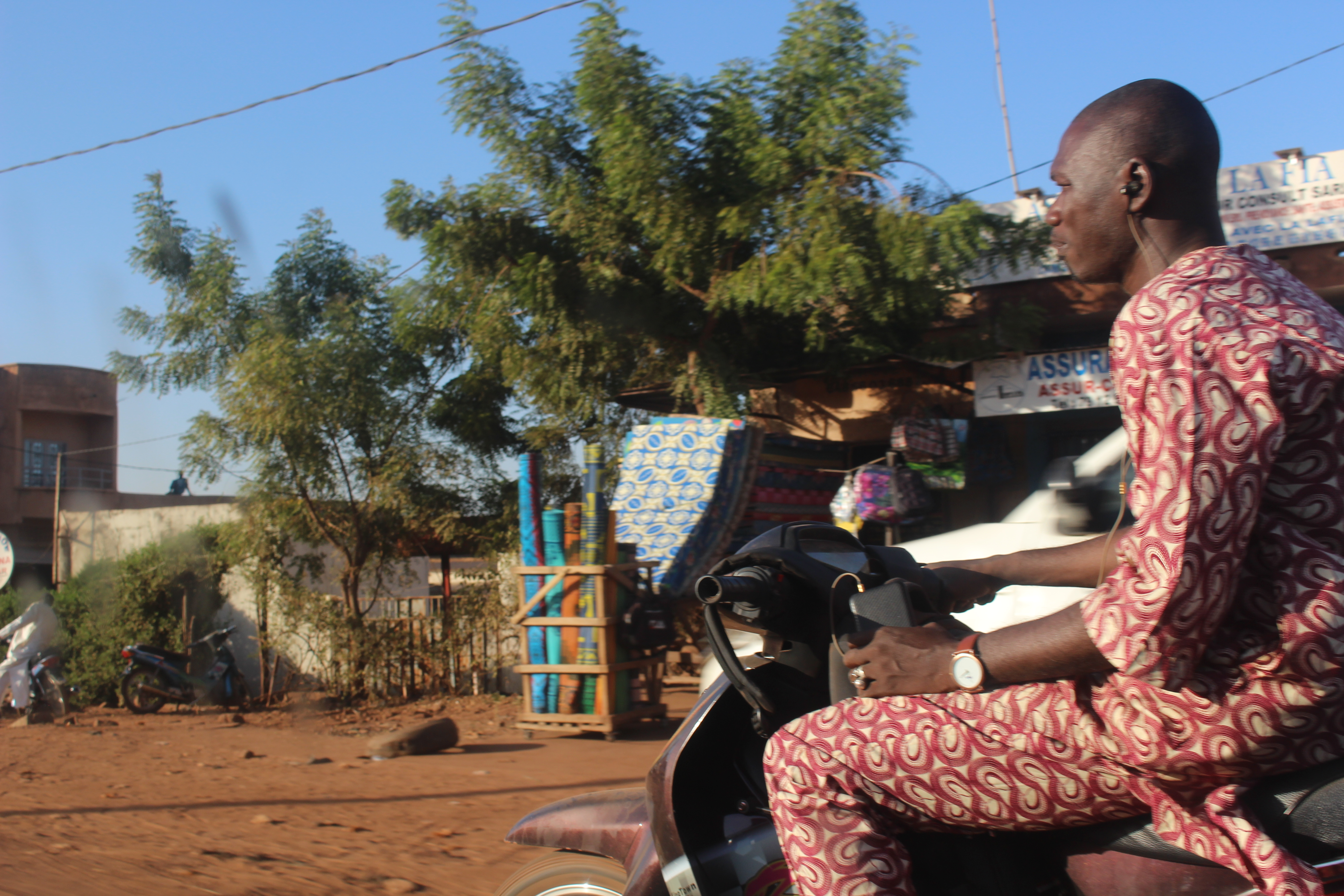
Sur la route entre Bamako et Ségou.

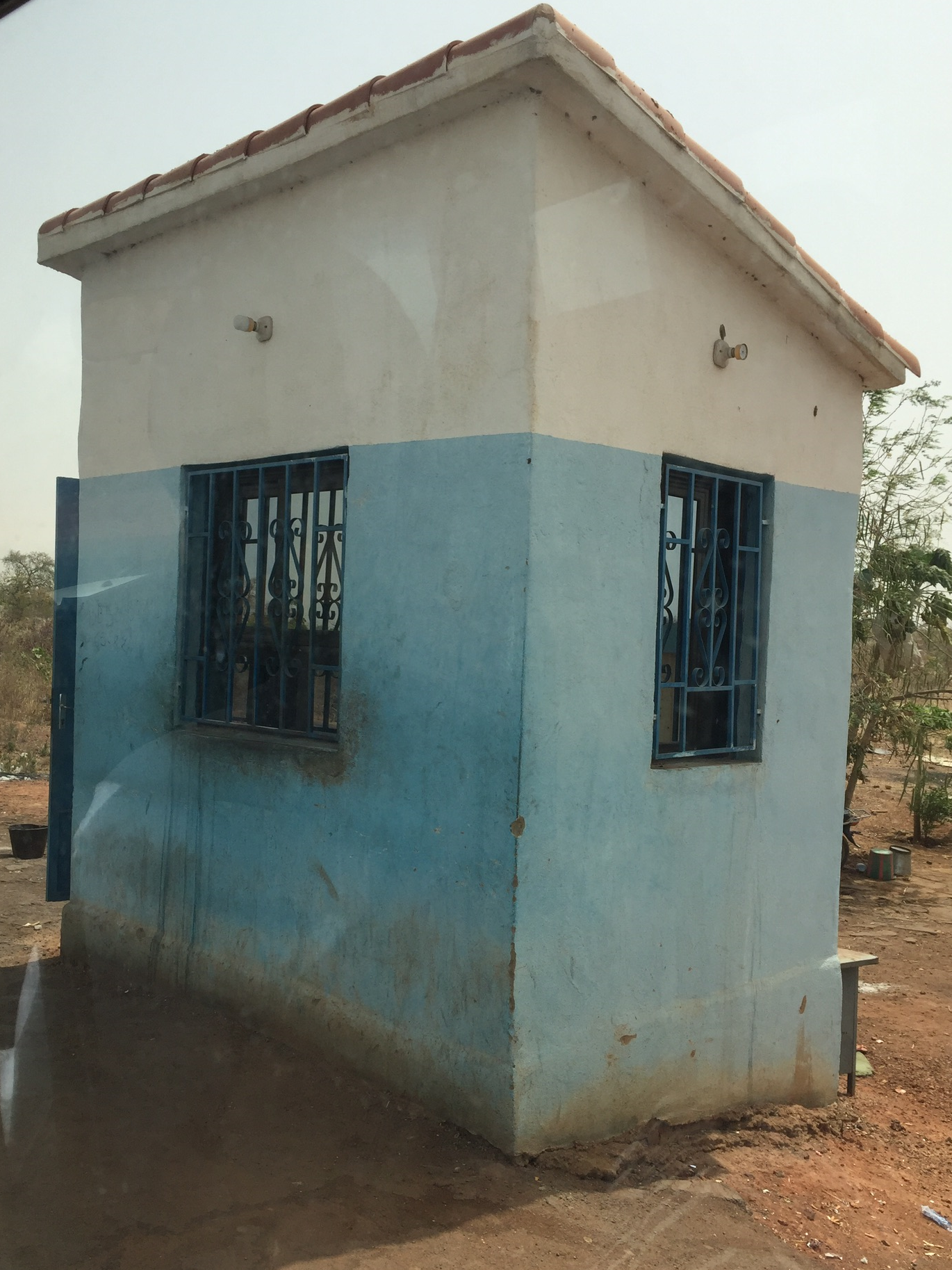
Péage sur la route de Ségou.

Le transport malien est constamment mis à jour surtout à Segou. La population toujours active a ouvert un marché de transport qui oblige les compagnies routières à s'adapter donc à s'agrandir mais toujours pas de rails pas d'aéroport.

## Histoire
La région est le berceau du royaume bambara de Ségou au XVIIIe siècle.

## Histoire récente
La région subit depuis 2012 la guerre du Mali; avec une certaine activité de différents groupes, dont le Front de libération du Macina, un groupe salafiste djihadiste.

## Éducation
La région de Ségou est divisée en deux académies. L’académie de San qui regroupe les centres d’animation pédagogique (CAP) de Bla, San et Tominian, et l’académie de Ségou qui regroupe les CAP de Barouéli, Macina, Markala, Niono et Ségou. En 2008, l’enseignement fondamental regroupait 265 406 élèves en premier cycle et 56 322 au second cycle. La région comptabilise 1338 premiers cycles (417 publics, 670 communautaires, 251 privés et 209 medersas) et 229 seconds cycles. L’enseignement secondaire compte plus de 17 000 élèves.

## Administration

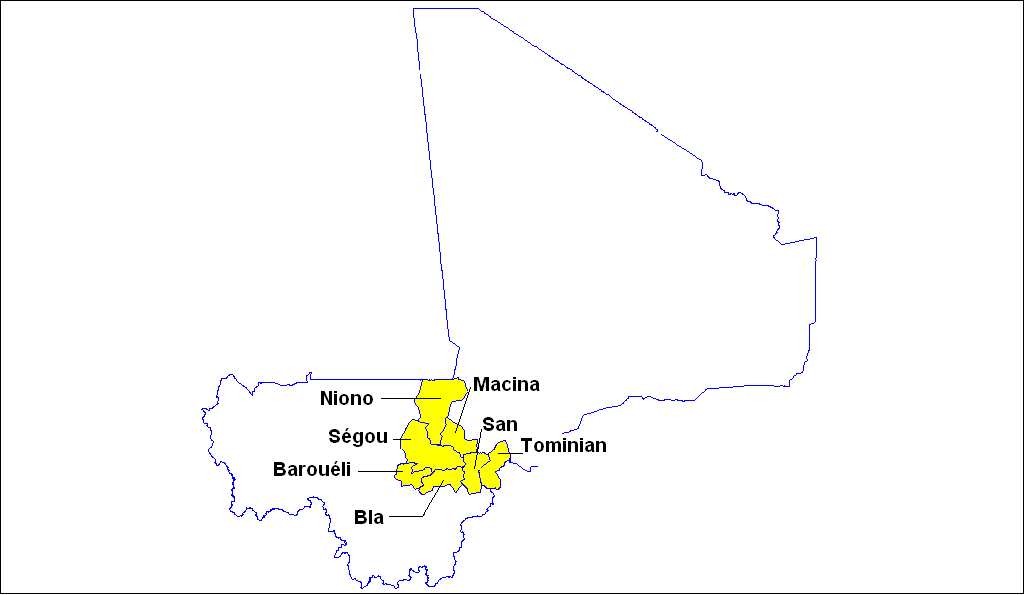
Les cercles de la région de Ségou.

La région est divisée en sept cercles (Barouéli, Bla, Macina, Niono, San, Ségou et Tominian) et 117 communes regroupant 2 166 villages.
Depuis 2023, la région est composée de 11 cercles, divisés en 35 arrondissements, 78 communes, 1512 villages, fractions et quartiers VFQ. Le code à deux chiffres attribué à la région est le 04 (loi 2023-007), les cercles sont codifiés selon l'ordre chronologique par la loi 2023-002 du 13 mars 2023.
| Code | Cercles            | Arrondissements | Communes |
| ---- | ------------------ | --------------- | -------- |
| 0401 | Cercle de Ségou    | 3               | 13       |
| 0402 | Cercle de Bla      | 5               | 11       |
| 0403 | Cercle de Barouéli | 4               | 11       |
| 0404 | Cercle de Niono    | 2               | 8        |
| 0405 | Cercle de Macina   | 4               | 7        |
| 0406 | Cercle de Dioro    | 3               | 4        |
| 0407 | Cercle de Farako   | 2               | 7        |
| 0408 | Cercle de Nampala  | 4               | 4        |
| 0409 | Cercle de Sokolo   | 3               | 3        |
| 0410 | Cercle de Markala  | 3               | 6        |
| 0411 | Cercle de Sarro    | 2               | 4        |